# Internet Engineering Steering Group
Internet Engineering Steering Group (IESG) styr standardiseringsverksamheten inom Internet Engineering Task Force men har inte det administrativa ansvaret som istället sköts av IAOC. IESG:s huvuduppgift är att vara ansvariga för att granska och godkänna standarder och andra dokument producerade av Internet Engineering Task Force innan de publiceras som RFC:er. IESG är även ansvariga för att godkänna skapandet av nya arbetsgrupper samt ändringar av dessas syfte och uppgifter.
IESG består av de områdesansvariga (Area Directors), för tillfället 15 st, två för varje område och IETF-ordföranden. IETF:s ordförande är också IESG:s ordförande samt områdesansvarig för "General Area". De områdesansvariga tillsätts på två år genom utval av nomineringskommittén NomCom och bekräftelse av Internet Architecture Board (IAB).